# Erin Carson
Erin Claire Carson (nebo Erin Carsonová) je americká matematička a informatička působící na Matematicko-fyzikální fakultě Univerzity Karlovy v Praze. Specializuje se na numerickou matematiku a lineární algebru.

## Život
Erin Carson vystudovala informatiku na University of Virginia a doktorát získala na Kalifornské univerzitě v Berkeley. V roce 2018 přijala nabídku na vědecké místo v Praze na Katedře numerické matematiky Matematicko-fyzikální fakulty. Roku 2019 zde získala grant Primus, což jí zajistilo nezávislost a možnost vytvořit vlastní skupinu. Trvale žije v Česku od roku 2018, má zde rodinu a mluví plynule česky.

## Dílo
Erin Carson se věnuje výzkumům na pomezí numerické lineární algebry, superpočítačů a paralelních algoritmů. Jejím hlavním výzkumným zaměřením je numerická lineární algebra se smíšenou přesností. (Smíšená přesnost znamená, že se k ukládání čísel a výpočtu používá různý počet bitů v různých částech algoritmu.) Zabývá se vývojem nových algoritmů pro rozsáhlé maticové výpočty používané v výpočetní vědě a strojovém učení. Je také aktivní v Evropské radě pro superpočítače.
V roce 2025 Carson získala Cenu Jamese H. Wilkinsona od Sdružení pro průmyslovou a aplikovanou matematiku (SIAM) za příspěvek k výkonu a stabilitě numerické lineární algebry se smíšenou přesností. Cena Jamese H. Wilkinsona se uděluje pouze jednou za čtyři roky jediné osobě a patří mezi nejprestižnější ocenění v oblasti matematiky. V roce 2023 Carson získala ERC Starting Grant od Evropské výzkumné rady na téma Analyzing and Exploiting Inexactness in Exascale Matrix Computations (ve smyslu Analýza a využití nepřesností maticových výpočtů exabytových rozměrů).